# Angela Lansbury
Angela Lansbury (født 16. oktober 1925, død 11. oktober 2022) var en engelsk skuespillerinde, der mest er kendt for at spille Jessica Fletcher i tv-krimiserien Hun så et mord.
Lansbury medvirkede i adskillige forestillinger på Broadway og var også yndet brugt i både film og tv. Hun var nomineret til en Oscar tre gange for filmene Gaslys, Billedet af Dorian Gray og The Manchurian Candidate. Alle tre gange som bedste kvindelige birolle.
Ved flere lejligheder var hun nomineret til Emmyer for rollen i Hun så et mord.

## Udvalgte Film
- Gaslys (1945)
- Billedet af Dorian Gray (1946)
- De Tre Musketerer (1948)
- Samson og Daliah (1949)
- Blue Hawaii (1961) Med Elvis Presley i hovedrollen.
- The Manchurian candidate (1962)
- Hokus Pokus Kosteskaft (1971)
- Døden på Nilen (1978)
- Mord i spejlet (1980)
- Piraterne fra Penzance (1983)
- Skønheden og Udyret (1991)
- Hun så et mord: Sammensværgelsen (1997) (TV)
- Fantasia 2000 (1999)
- Hun så et mord: Dødbringende viden (2000) (TV)
- Hun så et mord: Den sidste frie mand (2001) (TV)
- Rundt om Schmidt (2002)
- Hun så et mord: Den keltiske gåde (2003) (TV)
- Nanny McPhee (2005)
- Mary Poppins vender tilbage (2018)